# Fort Wayne Komets
A Fort Wayne Komets egy amerikai jégkorongcsapat az indianai Fort Wayneben. A klub a 10 480 férőhelyes Allen County War Memorial Coliseumban játszik. A csapat partnerszerződésben áll a National Hockey League-ben szereplő Edmonton Oilers-zel, illetve az American Hockey League-ben szereplő Bakersfield Condors-zal.

## Története
Az eredeti Fort Wayne Komets franchise-ot 1952-ben alapították, ami egészen 1990-ig szerepelt International Hockey League-ben, majd Albanyba költözött és Albany Choppers néven működött tovább 1991-ig, azonban a Franke család megvásárolta az 1985-ben alapított Flint Spirits csapatát 1990-ben, és Fort Wayne-be költöztette, így létrejött a második Fort Wayne Komets csapat. A csapat is az International Hockey League-ben  játszott 1999-ig, amikor a United Hockey League-hez csatlakozott, aminek a tagja volt egészen a liga 2010-es megszűnéséig. 2010-ben a Central Hockey League-hez csatlakozott, és 2 évig szerepelt a bajnokságban, majd 2012-ben csatlakozott a jelenglegi bajnokságához, az ECHL-hez.

## Helyezések
Kelly-kupa: 2020-21